# 李志豪 (足球運動員)
李志豪（Lee Chi Ho，1982年11月16日—），生於香港，香港足球運動員，能一律司職右後衛、中堅、左後衛及防守中場，左右腳皆純熟是一位全面的球員，亦是近年少數能夠外流國內的本地球員，於2013年6月加盟中超勁旅北京國安，成為第四名到中國大陸參與職業足球的香港華人足球運動員，縱使轉會後未能爭取到上陣機會，但在2015年獲升上中甲的梅州客家招手，以內援身份加盟，一直是球隊主力，可是他2017年4月決定與球會解約，回歸香港照顧懷孕的太太。

## 球會生涯
李志豪生於香港，畢業於保良局莊啟程小學，小學時他是學校田徑隊代表，後來老師見他跑得快就找他踢足球，之後更因為運動有成績考入了賽馬會體藝中學。最初李志豪也沒想過踢足球，當時他沒受過正規足球訓練，但竟然於中二加入校隊後，便獲教練選中越級出戰學界A Grade足球比賽。1998年，李志豪卻未有想過要以職業足球為日後的目標，尤其家人都希望他學業為先，因此選擇球會的時候，日常訓練不能阻礙上學時間是重要考慮。由於愉園未能滿足他的要求，因此他答允母會建議外借到小球會二合。
1998/99年球季，李志豪於二合開始其足球生涯，很幸運因為二合是一間願意投資，卻不太計較成績回報的球會，青年球員都得到大量實戰機會，但李志豪的處子戰上陣不過一分鐘，就因為鏟跌鄭兆聰而直接領紅，但無阻球會對他的信任，繼續委以重任。2000年，李志豪更協助二合捧走高級組銀牌冠軍，奪得職業生涯首個錦標，結果在二合的兩年令他立定職業足球運動員的志向。

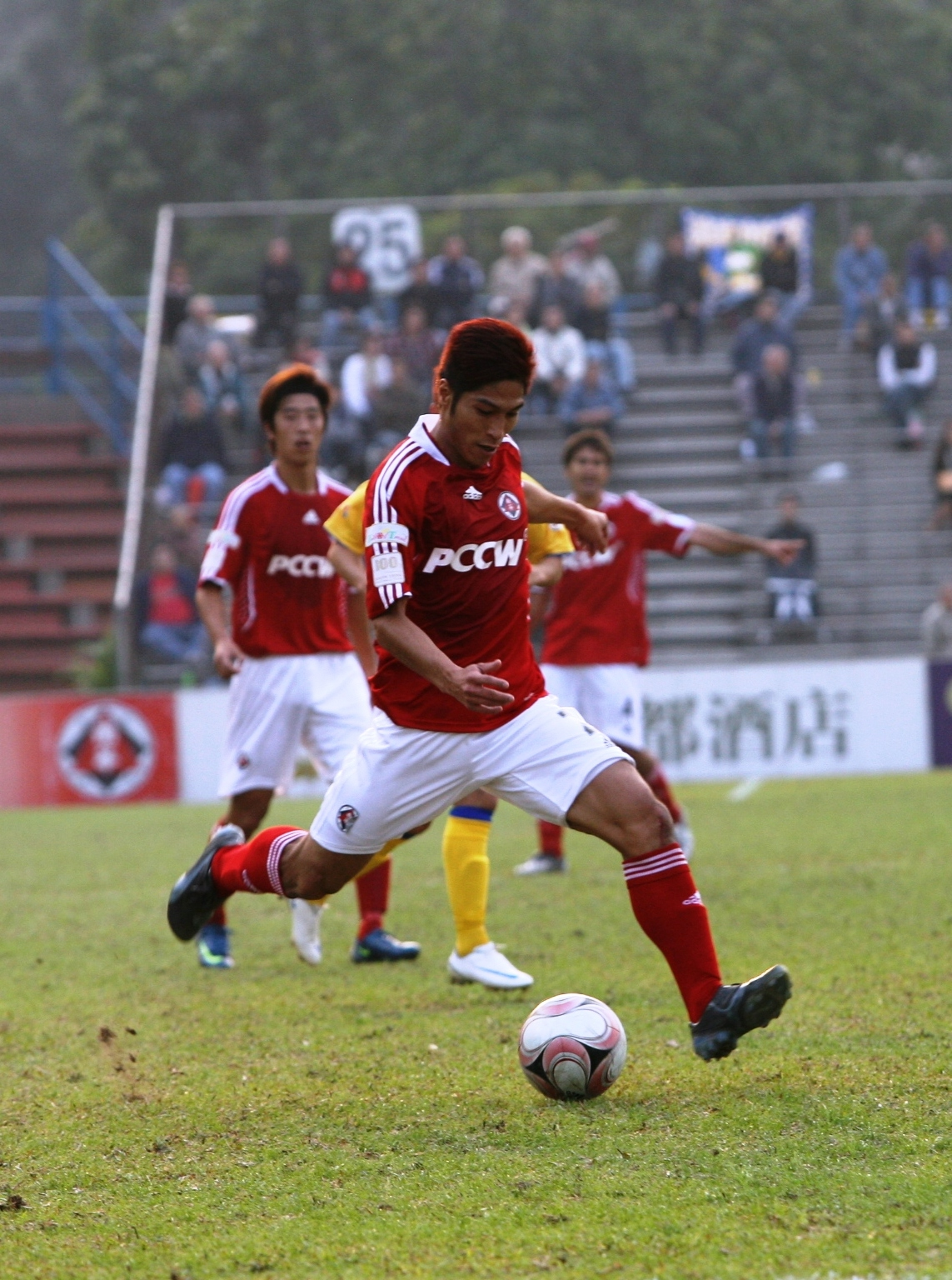
李志豪「上山」加盟南華。2008年，他獲得選舉為香港足球明星及最受球迷喜愛球星。

2001年夏季，因為二合散班退出甲組聯賽，李志豪意外地得到傳統勁旅南華羅致，遂「上山」加盟南華。在2006/07季度聯賽盃四強，由於完場前2分鐘，本身於70分鐘才入替張春暉的南華國援門將張健忠因侵犯對手被逐離場，餘下數分鐘南華唯有以李志豪串演門將，雖然李志豪未有再失球，但南華於10人應戰之下，最終仍未能追成平手。2007/08季度香港足球明星選舉，他獲選為最佳十一人及最受球迷喜愛球星，於2009/10季度的香港足球明星選舉，他再次入選最佳十一人。
2009年，李志豪獲得中國足球甲級聯賽的廣東日之泉垂青，總經理曹陽希望將李志豪收歸旗下，但他礙於有約在身而推卻。2013年1月，李志豪代表香港隊在亞洲盃外圍賽作客逼和當時亞洲排名第4的烏茲別克，賽後，他獲得中國超級聯賽球會北京國安垂青，並且已經透過中介斟介。2013年3月6日，南華足球部主委羅傑承於球會日誌證實陳偉豪和李志豪分別被青島中能及北京國安以高薪斟介中，雖然兩人表明需要協助球隊重奪聯賽冠軍，此刻未會離開，但是為了挑戰自己，李志豪則表明於季後很大機會於中國大陸發展，而李志豪表示自己而南華效力了12年，無論如何都需要幫助球隊重奪聯賽錦標，報答老闆，以後才再為自己打算。
2013年6月13日早晨，李志豪乘坐港龍航空前往北京，正式加盟北京國安，雙方簽署合約為期一年半，月薪三級跳，至每月近6位數字人民幣，面對前國腳徐雲龍和外援的競爭下，他將會重新擔任最擅長的右後衛位置，然而，由於他於轉會後首季均無法爭取加入一隊，故此北京國安決定外借李志豪予南華一季。2014年1月，南華為求加了挑戰亞冠盃，需要加強本地球員陣容，從北京國安借用李志豪，而李志豪在香港足總的註冊亦已延長至5月底，不過轉會費用並無公開。
2014年7月，李志豪加盟香港超級聯賽球隊東方，他表示退出香港隊以專心球會以及希望香港年輕球員接班，但香港隊教練金判坤獲悉後，致電游說李志豪繼續為香港出力。2014/15球季結束後，李志豪不獲東方續約，而時任南華教練米路承認有興趣再與歲前南華隊長李志豪合作，最終於2015年7月中，李志豪獲總監李輝立邀請跟隨香港超級聯賽球會標準流浪操練以保持狀態，其後標準流浪在2015年7月21日以比南華高的價錢獲李志豪加盟，並擔任隊長。2015年11月29日，李志豪在標準流浪最後一戰作客以0–2不敵南華的聯賽半場，疑因不滿球隊中的外援球員低級失誤導致球隊失球，在更衣室內發怒，結果被球會高層要求調離場，事後連續兩日未有出席球隊操練，最終在2015年12月1日標準流浪總監李輝立宣佈與李志豪提前解約。
2015年12月，由於李志豪在一系列的世界盃亞洲區外圍賽表現出色而被國內球會挖角，於2016年1月初北上向新東家中甲球會梅州客家報到，展開其職業生涯第二次北漂之旅。2016年3月13日，李志豪於貴州恒豐智誠以1–1賽和梅州客家的首場中甲聯賽，便以正選右後衞身份踢足全場。再次北上的他是中甲升班球會梅州客家的後防大將，由左後衛到右後衛再到防守中場都能一律可以勝任，而李志豪於倒數第三輪客場對北京人和的聯賽完場前一記助攻，造就隊友追成3–3為球隊，搶得護級關鍵一分。
直到2017年5月，由於李志豪太太懷有身孕，所以他便決定以家庭為重，向球會提出解約，回港於5月27日與東方龍獅簽約，並在11月17日對冠忠南區的聯賽，於78分鐘門前撞入加盟後的首個入球，最終協助東方以1–0擊敗對手，結果隨着東方戰績未如理想和改由李健和執教，而同位置的基頓以本地球員身份回歸，使他的上陣機會減少並在2018年3月26日與東方協議提前解約。
2018年8月，李志豪加盟香港甲組聯賽球會愉園。

## 國際賽生涯
2009年10月10日，香港代表隊作客日本國家隊敗北後返港，李志豪接受記者訪問時公開批評香港主教練金判坤的排陣方式錯誤，他認為使用442已經是一個錯誤的陣式，完全是冒險的，正常來講應該是451或者541，事後，李志豪亦於南華網誌公開道歉，因此他被球迷起了「442」的暱稱。
2009年12月12日，李志豪入選香港奧運隊，參加在香港舉行的東亞運動會，在決賽對日本互射十二碼階段射入一球，協助香港以總比數5－3勝出，歷史性首次贏得大型運動會金牌。2012年1月1日，李志豪於第34屆省港盃次回合中的一記猛力射球將中國國家隊正選門將楊智的右掌射傷至重創，致使廣東隊需要後備守門員替補楊智，其後導致廣東隊在互射十二碼階段中落敗。
2012年9月25日早晨，李志豪代表香港足球代表隊與太陽飛馬進行練習比賽，香港隊領隊摩力克和隊員完成比賽後檢討後，與助理教練司徒文俊、潘文迪及范俊業與李志豪傾談約半小時，事後，摩力克向在現場的傳媒表示他與李志豪是主要傾談球隊的表現，惟不久後就有傳聞表示屬會南華代表李志豪致函香港足球總會決定退出香港足球代表隊的消息。同晚，李志豪接受電話訪問時承認退出香港足球代表隊，他強調作出此個決定並非一時衝動，乃是經過三思熟慮，他表示於上次代表香港與新加坡比賽後，領隊摩力克認為是防守球員有錯誤導致球隊輸了比賽；當時候他已經有退出的念頭，因為他認為輸了是全隊的責任，但是摩力克則要防守球員負上全部責任，他表示不太接受此理由，摩力克經常將輸了比賽的責任推給球員；如果球隊贏了比賽前鋒球員就會受到讚賞，如果球隊輸了比賽後防球員就會受到責罰，另外李志豪又表示摩力克每次都會選擇很多很年青的球員跟隨操練，但是他認為參與國際A級賽事非兒戲，應該選擇最佳的人員去參與方才合理，更批評摩力克在選核球員時的方針不倫不類，有些球員在甲組比賽中也不會經常獲得上陣的機會，如今香港足球代表隊的訓練及比賽都漫無目標，又無既定戰術，令人無所適從，此外李志豪表示球季已經開始，但香港代表隊每星期仍然需要操練兩課，會使到球員有疲憊狀態，正如同日早晨安排友誼比賽般，其實是沒有太大意義，又不明白為何香港足球代表隊不向外國國家足球隊學習，於比賽前徵召當時表現最好及狀態最佳的球員，最後，李志豪指出既然在香港足球代表隊的練習沒有什麼成效，故決定向領隊宣佈退出，他認為代表了香港足球代表隊多年始終有一份榮譽感覺，退出當然有不捨得，但是覺得是時候專心注於球會的比賽上。
2012年11月，香港足球代表隊新任主教練金判坤親自致電李志豪邀請他復出，後者表示他明白金判坤的穩守突擊戰術，相反他就不了解前教練摩力克，2015年12月，由於李志豪在一系列的2018年世界盃亞洲區外圍賽表現穩健及出色，其中在分組賽兩鬥世界排名高香港60位的中國國家隊，兩場都能打成0–0平手，其中於首循環李志豪移到左後衛主力看管左腳的中國球員鄭龍，於11月17日次循環回歸旺角大球場擔任正選右後衛。在2017年6月7日，李志豪於香港主場以0–0守和世界排名高39位的西亞球隊約旦正選上陣，打破前香港足球代表隊隊長李偉文的國際賽紀錄，以69場成為目前為止代表香港隊次數最多的紀錄保持者。2017年6月13日，李志豪於香港主場以1–1賽和北韓的亞洲盃外圍賽，成為史上首位代表香港代表隊70場的球員。

## 家庭生活
李志豪自小與家人關係疏離，直到18歲便開始獨自生活。不過直至港中大戰父親才首次入場見證兒子比賽，拉近兩人關係。

## 榮譽
南華
- 香港甲組足球聯賽冠軍（2006–07、2007–08、2008–09、2009–10、2012–13季度）
- 香港聯賽盃冠軍（2007–08、2010–11季度）
- 香港高級組銀牌冠軍（2006–07、2009–10、2013–14季度）
- 香港足總盃冠軍（2006–07、2007–08、2010–11季度）

東方龍獅
- 香港高級組銀牌冠軍（2014–15季度）

個人
- 香港足球明星選舉 最佳十一人（2007–08、2009–10、2010–11、2012–13季度）
- 香港足球明星選舉 最受球迷喜愛球星（2007–08季度）
- 香港甲組足球聯賽「9月最有價值球員」（2012–13季度）

香港代表隊
- 東亞運動會足球項目金牌（2009年）
- 香港傑出運動員選舉 香港最佳運動隊伍（2009年）
- 龍騰盃冠軍（2010、2011年）
- 省港盃冠軍（2009、2012、2013年）

香港聯賽選手隊
- 香港賀歲盃冠軍（2008年）

## 職業生涯數據
| 球會表現         | 球會表現         | 球會表現         | 聯賽   | 聯賽 | 高級銀牌 | 高級銀牌 | 聯賽盃 | 聯賽盃 | 足總盃 | 足總盃 | 亞協盃 | 亞協盃 | 總計    | 總計 |
| 球季             | 球會             | 聯賽             | 上陣   | 入球 | 上陣     | 入球     | 上陣   | 入球   | 上陣   | 入球   | 上陣   | 入球   | 上陣    | 入球 |
| ---------------- | ---------------- | ---------------- | ------ | ---- | -------- | -------- | ------ | ------ | ------ | ------ | ------ | ------ | ------- | ---- |
| 1998－99         | 二合             | 港甲             | ?      | ?    | ?        | ?        | -      | -      | ?      | ?      | -      | -      | ?       | ?    |
| 1999－00         | 東聯二合         | 港甲             | ?      | ?    | ?        | ?        | -      | -      | ?      | ?      | -      | -      | ?       | ?    |
| 2000－01         | 東聯二合         | 港甲             | ?      | ?    | ?        | ?        | ?      | ?      | ?      | ?      | -      | -      | ?       | ?    |
| 總計（二合）     | 總計（二合）     | 總計（二合）     | ?      | ?    | ?        | ?        | ?      | ?      | ?      | ?      | -      | -      | ?       | ?    |
| 2001－02         | 南華             | 港甲             | ?      | ?    | ?        | ?        | ?      | ?      | ?      | ?      | -      | -      | ?       | ?    |
| 2002－03         | 南華             | 港甲             | ?      | ?    | ?        | ?        | ?      | ?      | ?      | ?      | -      | -      | ?       | ?    |
| 2003－04         | 南華             | 港甲             | ?      | ?    | ?        | ?        | ?      | ?      | ?      | ?      | -      | -      | ?       | ?    |
| 2004－05         | 南華             | 港甲             | ?      | ?    | ?        | ?        | ?      | ?      | ?      | ?      | -      | -      | ?       | ?    |
| 2005－06         | 南華             | 港甲             | 13     | 0    | 0(1)     | 0        | 3      | 0      | 2      | 0      | -      | -      | 18(1)   | 0    |
| 2006－07         | 南華             | 港甲             | 17     | 0    | 4        | 0        | 4(1)   | 0      | 4      | 0      | -      | -      | 29(1)   | 0    |
| 2007－08         | 南華             | 港甲             | 15     | 1    | 2        | 0        | 6      | 0      | 2      | 0      | 3(1)   | 0      | 22(1)   | 1    |
| 2008－09         | 南華             | 港甲             | 16(2)  | 0    | 1        | 0        | 1      | 0      | 2      | 0      | 6      | 0      | 26(2)   | 0    |
| 2009－10         | 南華             | 港甲             | 10     | 0    | 2        | 0        | -      | -      | 0      | 0      | 9      | 1      | 21      | 1    |
| 2010－11         | 南華             | 港甲             |        |      |          |          |        |        |        |        |        |        |         |      |
| 2011－12         | 南華             | 港甲             |        |      |          |          |        |        |        |        |        |        |         |      |
| 2012－13         | 南華             | 港甲             | 1      | 0    |          |          |        |        |        |        |        |        |         |      |
| 總計（南華）     | 總計（南華）     | 總計（南華）     | ≧71(2) | ≧1   | ≧9(1)    | ≧0       | ≧14(1) | ≧0     | ≧10    | ≧0     | 18(1)  | 1      | ≧116(5) | ≧2   |
| 總計（職業生涯） | 總計（職業生涯） | 總計（職業生涯） | ≧71(2) | ≧1   | ≧9(1)    | ≧0       | ≧14(1) | ≧0     | ≧10    | ≧0     | 18(1)  | 1      | ≧116(5) | ≧2   |

- 更新至2010年5月25日